# Чёрный муравей-бульдог
Чёрный муравей-бульдог (Myrmecia pilosula) (англ. Jack jumper ant) — вид примитивных муравьёв-бульдогов Австралии. Обладают сильным жалом и ядом, способным у 3 % людей вызвать сильную аллергическую реакцию и анафилактический шок. Муравьи Myrmecia pilosula виновны в большем числе смертей на острове Тасмании, чем те, что были вызваны ужалениями и укусами пауков, змей, ос и акул вместе взятых.

## Распространение
Австралия; Тасмания (в Хобарте был собран голотип, первый типовой экземпляр этого вида); Западная Австралия (Albany, Mundaring, Denmark); Южная Австралия (Mt. Lofty, Normanville, Aldgate, Kangaroo Island); Новый Южный Уэльс (по всей территории штата); Квинсленд (Bunya Mt., Fletcher, Stanthorpe, Mt. Tambourine, Millmerran).

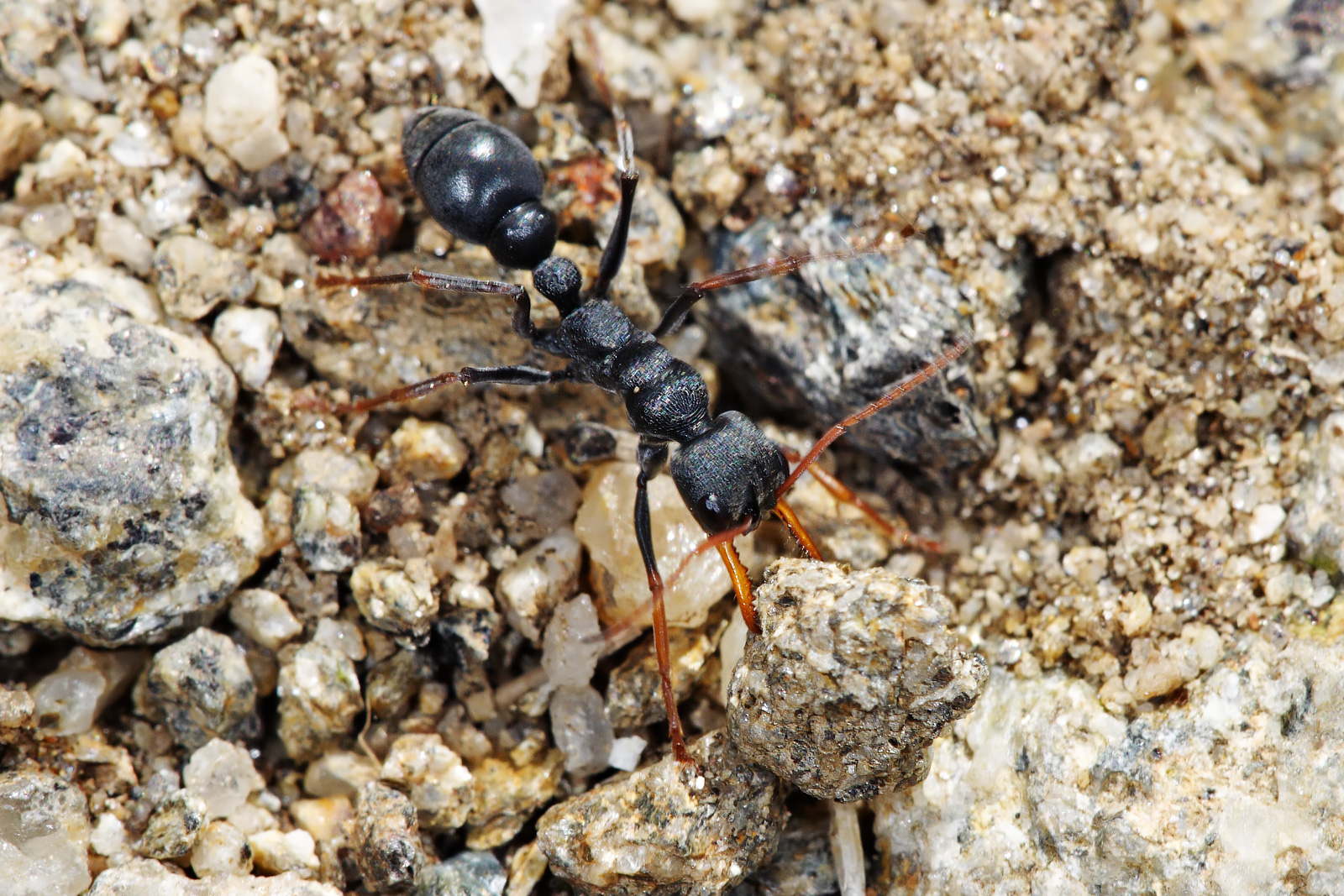
Рабочий Myrmecia pilosula, перетаскивающий в челюстях кусочек грунта

## Описание
Длина рабочих муравьёв составляет 12—14 мм, самок — 14—16, самцов — 11—12 мм. Почти всё тело чёрное (голова, грудь, петиоль, постпетиоль, брюшко, бёдра), мандибулы, усики, голени и лапки — жёлтые. Усики состоят из 12 члеников. Мандибулы длинные и прямые с многочисленными зубчиками. Глаза крупные. Голова относительно широкая (ширина больше длины примерно на 1/6 часть), покрыта тонкими продольными бороздками, между которыми имеется мелкая пунктировка. Скапус усика выходит за пределы затылочного края головы. Пронотум (вдвое длиннее своей ширины) в середине несёт продольные бороздки (округлые на боках), более крупные и близкорасположенные, чем на голове. Мезонотум и передняя часть эпинотума также с продольными бороздками; задняя часть эпинотума (включая наклонную поверхность) с поперечными бороздами. Петиоль на 20 % шире своей длины, а постпетиоль сильно выпуклый во всех направлениях и почти вдвое шире своей длины. Постпетиоль стебелька и брюшко с микропунктировкой. Тело покрыто короткими отстоящими волосками серого цвета; они сравнительно более длинные и обильные на брюшке, а самые длинные на мандибулах; очень короткие и полуотстоящие на ногах и отсутствуют на усиках.

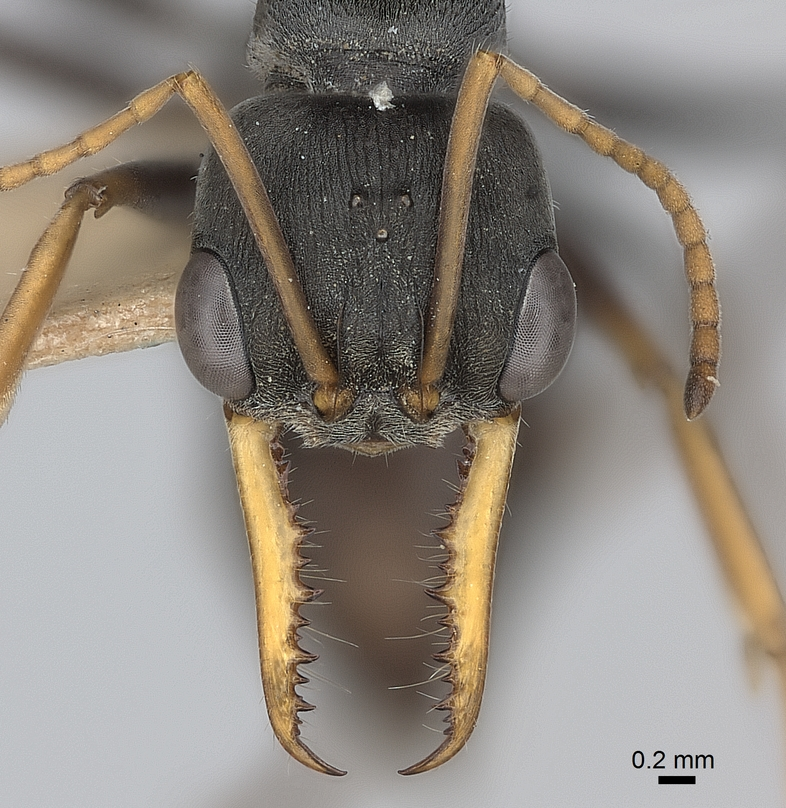
Голова и мандибулы

## Экология
Агрессивные муравьи с хорошим зрением. Фуражируют в дневное время; собирают нектар растений и охотятся на насекомых. Могут передвигаться по земле с помощью серии длинных прыжков по 10 см каждый. Гнёзда варьируют в размере от незаметных с одним входом до холмиков диаметром 1 м и с несколькими входами. В колонии может быть несколько сотен и тысяч муравьёв и одна или несколько яйцекладущих маток.

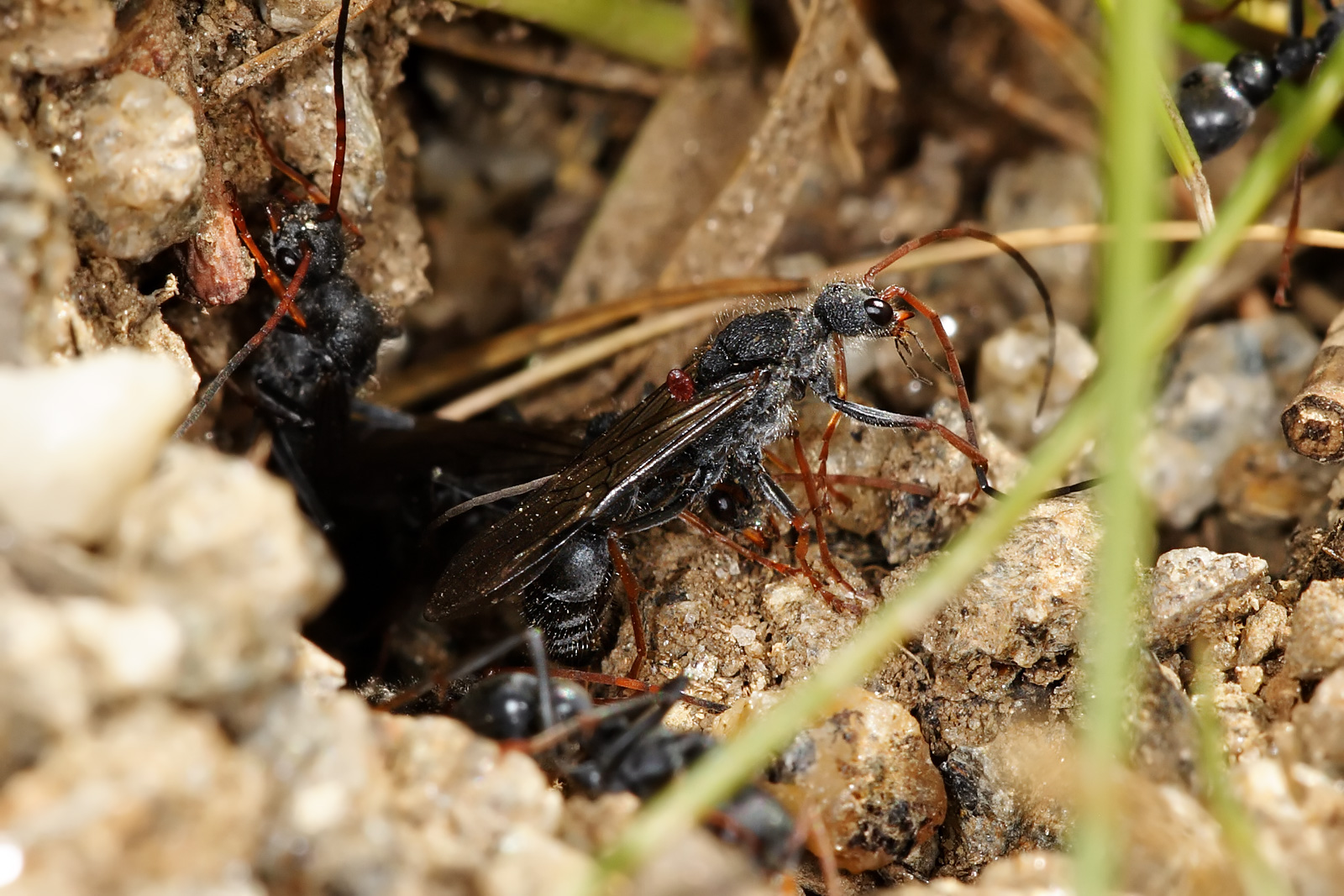
Крылатые особи Myrmecia pilosula

## Генетика
У самок вида Myrmecia pilosula соматические клетки содержат по две хромосомы, а у самцов — всего одну.

## Классификация
Вид Myrmecia pilosula был впервые описан св 1858 году английским энтомологом Фредериком Смитом (F. Smith) в его крупной работе Catalogue of hymenopterous insects in the collection of the British Museum part VI по материалам из Хобарта (Тасмания).
Смит описал рабочего, самку и самца. Типовые экземпляры хранятся в Британском музее (British Museum) в Лондоне. В 1922 году американский энтомолог Уильям Мортон Уилер установил подрод Halmamyrmecia, характеризуя его прыгающим поведением представителей, и обозначил Myrmecia pilosula в качестве типового вида. Однако, мирмеколог Джон Кларк позднее синонимизировал Halmamyrmecia с подродом Promyrmecia (это произошло в публикации 1927 года) и поместил вид в этот подрод в 1943 года. Американский мирмеколог Уильям Браун синонимизировал Promyrmecia по причине отсутствия веских морфологических доказательств, отличающих его от всех прочих представителей рода Myrmecia и позднее включил вид в состав этого рода напрямую в 1953 году.
Видовое название M. pilosula происходит от латинского слова pilose (покрытый волосками).
Чёрный муравей-бульдог является частью видового комплекса Myrmecia pilosula species complex, впервые описанного в качестве группы итальянским мирмекологом Карло Эмери. Этот комплекс представляет собой монофилетическую группу из морфологически близких таксонов, однако генетически отдалённых друг от друга. В состав этой группы включают таксоны M. apicalis, M. chasei, M. chrysogaster, M. croslandi, M. cydista, M. dispar, M. elegans, M. harderi, M. ludlowi, M. michaelseni, M. occidentalis M. queenslandica, M. rugosa и M. varians. В 2015 году были описаны новые виды в этой группе, такие как M. banksi, M. haskinsorum, M. imaii и M. impaternata.
Один из синонимов этого вида — Ponera ruginoda (он же Myrmecia ruginoda) был описан Смитом в той же работе, а голотип самца был в оригинале описан для этого синонима Ponera ruginoda был первоначально включён в состав родов Ectatomma и Rhytidoponera, но позднее, после сравнения типовых экземпляров, классифицирован как младший синоним.